# Стабистор
Стаби́стор (ранее — нормистор) — полупроводниковый диод, в котором для стабилизации напряжения используется прямая ветвь вольт-амперной характеристики (то есть в области прямого смещения напряжение на p-n переходе стабистора слабо зависит от тока).
Отличительной особенностью стабисторов по сравнению со стабилитронами является меньшее напряжение стабилизации, которое составляет примерно 0,7 В для приборов изготовленных из кремния. Последовательное соединение двух или трёх стабисторов даёт возможность получить удвоенное или утроенное значение напряжения стабилизации относительно однодиодного стабистора. Некоторые типы стабисторов представляют собой единый электронный компонент с последовательным соединением внутри нескольких отдельных диодов.
Стабисторам присущ отрицательный температурный коэффициент сопротивления, то есть напряжение на стабисторе при неизменном токе уменьшается с увеличением температуры. Поэтому стабисторы иногда используют для температурной компенсации стабилитронов с положительным коэффициентом напряжения стабилизации.
Основа стабисторов — кремниевые диоды. Кроме кремниевых стабисторов промышленность выпускает и селеновые поликристаллические стабисторы, которые отличаются простотой изготовления, а значит, меньшей стоимостью. Однако селеновые стабисторы имеют меньший гарантированный срок службы (1000 часов) и узкий диапазон рабочих температур.
В качестве стабисторов в некоторых случаях могут использоваться светодиоды в прямом включении. В отличие от кремниевых диодов, светодиоды обладают более высоким прямым падением напряжения, доходящим до 3 В.

## Примеры стабисторов
- КС107А — Uст = 0,7 В.
- КС113А — Uст = 1,3 В.
- КС119А — Uст = 1,9 В.
- Д220С — Uст = 0,59 В.
- 7ГЕ2А-К или 7ГЕ2А-С — Uст = 1,44 В ± 10 %, в этой же серии имеются варианты приборов на 0,72 и 2,16 В (с буквой К в пластмассовом корпусе или с буквой С — дискового оформления)[3].

Пример зарубежного стабистора — прибор BAS17, выпускаемый несколькими фирмами.